# Mad Merkel – Die Queen von Berlin
Mad Merkel – Die Queen von Berlin ist eine Radio-Comedy-Serie, in der Bundeskanzlerin Angela Merkel und andere bundesweit bekannte Politiker parodiert werden. Die Serie startete Ende 2005 und umfasste bis Juli 2008 mehr als 500 Folgen. Die Sendung wird vom Kölner Unternehmen spotting image produziert und läuft bei diversen lokalen Radiosendern. Unter anderem treten in den Folgen die Parodisten von Edmund Stoiber, Gerhard Schröder, Franz Müntefering, Wolfgang Schäuble, Ulla Schmidt und vielen weiteren Politikern auf.
Die Politikergruppe erlebt diverse Abenteuer oder beschäftigt sich mit aktuellen politischen Themen. Eingeleitet wird die Serie mit dem Satz Mad Merkel – Die Queen von Berlin und Schlusssatz ist Mad Merkel – Jetzt geht ein Rock durch Deutschland.
Gesprochen wird Mad Merkel von Martina Brandl.